# Pioneer League
Pioneer League (PBL) är en professionell basebolliga. Den är en independent league, vilket betyder att den inte är en farmarliga till Major League Baseball (MLB) utan är självständig. Ligan är dock en så kallad MLB Partner League och har därför ett visst samarbete med MLB.
Ligan består av tio klubbar, vilka ligger i Klippiga bergen i västra USA. Tidigare har ligan under flera år haft klubbar i Kanada.
Den mest framgångsrika klubben genom tiderna är Billings Mustangs med 15 ligatitlar.
Före 2021 ingick ligan i Minor League Baseball (MiLB), som en farmarliga till MLB.

## Historia
Ligan grundades 1939, och samma år spelades den första säsongen. Då bestod ligan av sex klubbar, vilka var från Boise, Lewiston, Pocatello och Twin Falls i Idaho samt Ogden och Salt Lake City i Utah. Ligan klassades på nivå C. Efter en säsong ersattes klubben i Lewiston av en klubb i Idaho Falls och ligan har varje säsong sedan dess haft en klubb i den sistnämnda staden. Pioneer League tvingades göra uppehåll i tre säsonger under andra världskriget, men 1948 expanderade ligan till åtta klubbar efter att ha välkomnat två nya klubbar i Montana. I augusti 1950 filmade Nick Mariana, sportchef för ligans klubb i Great Falls, två oidentifierade flygande föremål (UFO) ovanför klubbens arena. Filmen är en av de mest kända UFO-filmerna någonsin. 2008, nästan 60 år senare, ändrades klubbens smeknamn till Voyagers i åminnelse av händelsen.
Pioneer League var en C-liga till och med 1962 och under den perioden var vissa klubbar farmarklubbar, antingen till klubbar i MLB eller till klubbar i Pacific Coast League, medan andra var helt självständiga. 1963 omorganiserades MiLB och ligan uppgraderades till nivå A, den tredje högsta nivån. Efter bara en säsong övergick ligan till den fjärde och lägsta nivån, Rookie, och spelade i fortsättningen en förkortad säsong som inte inleddes förrän efter vårterminens slut på college. Under ligans första säsonger som en Rookie-liga bestod den av bara fyra klubbar. Därefter ökade antalet klubbar till sju, men var nere på fyra igen 1972–1976. 1975 fick ligan för första gången en klubb i Kanada och redan 1977 var tre av ligans sex klubbar därifrån. Året efter det hade ligan åtta klubbar, och det antalet var konstant till och med 2019, förutom 1986 då det bara fanns sex klubbar. Klubben i Salt Lake City, som då var en självständig klubb utan band till någon moderklubb högre upp i systemet, slog 1987 ett rekord för professionell baseboll i USA genom att vinna 29 raka matcher. En minoritetsägare i klubben var skådespelaren Bill Murray.

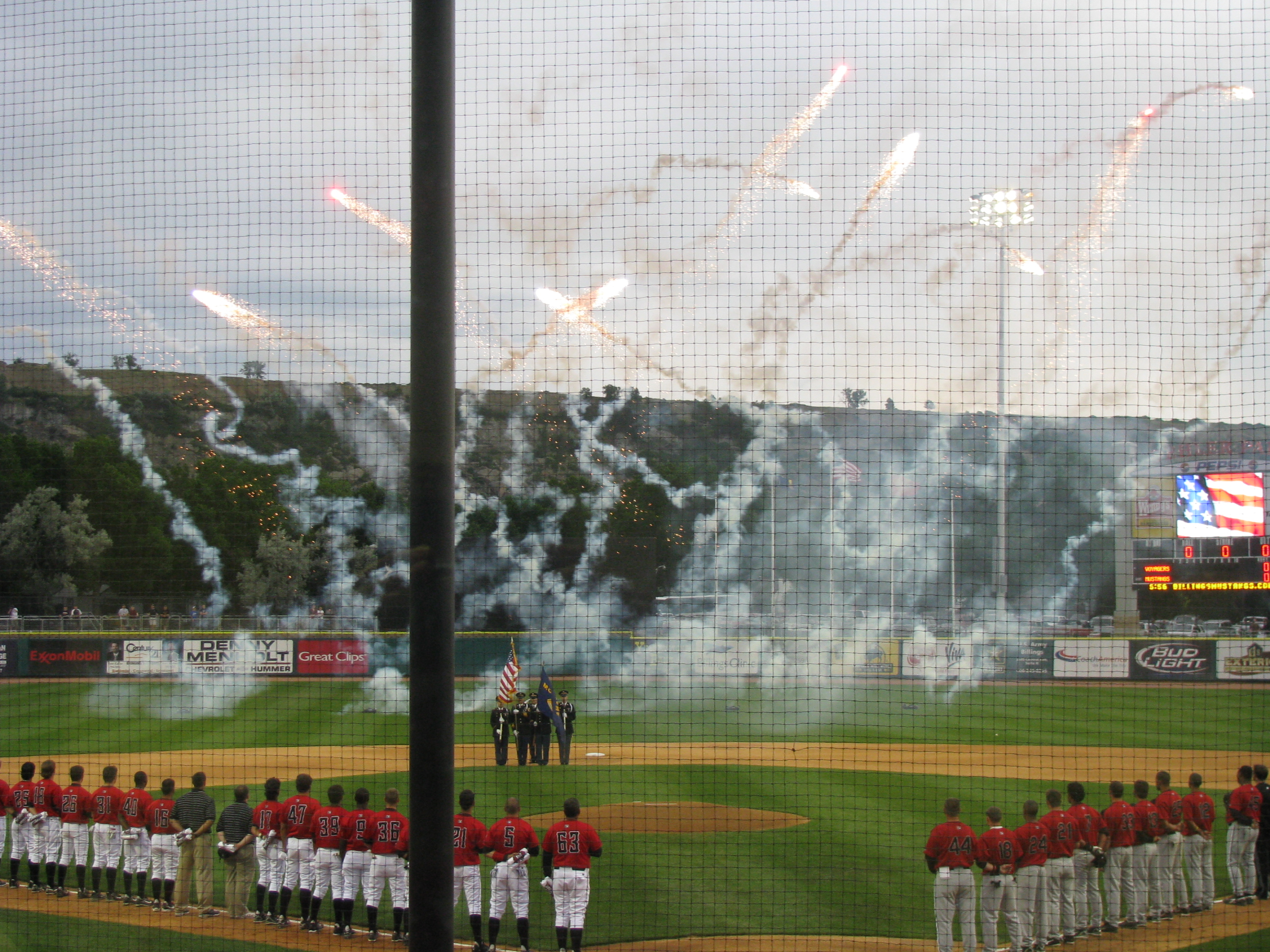
Fyrverkerier inför en match i Pioneer League i Billings i Montana 2008.

Från och med 1991 uppgraderades ligan till nivån Rookie-Advanced och klubbarna i ligan fick därmed inte ha fler än tio spelare som var 21 år eller äldre. Ligan hade en klubb i Kanada för sista gången 2002. Därefter och till och med 2019 satte ligan rekord genom att alla klubbarna under hela den 17 år långa perioden hade samma moderklubb.
Hela 2020 års säsong av MiLB, inklusive Pioneer League, ställdes in på grund av covid-19-pandemin. I november det året tillkännagavs det att Pioneer League gjordes om till en independent league, alltså en professionell liga som inte var en farmarliga till MLB. Ligan skulle dock vara en så kallad MLB Partner League, tillsammans med tre andra ligor, och därigenom ändå ha ett visst samarbete med MLB. MLB skulle stå för vissa inledande kostnader och även tillhandahålla teknologi i arenorna för att bättre kunna utvärdera ligans spelare. Överenskommelsen innehöll även regler för hur spelare i ligan skulle kunna övergå till klubbar i MLB. Alla åtta dåvarande klubbarna i ligan valde att stanna kvar och alla behöll sina namn.
Till Pioneer Leagues första säsong som en independent league 2021 tog ligan över en klubb från Northwest League medan en av ligans existerande klubbar, som skulle flytta till en ny stad, valde att stå över säsongen för att kunna färdigställa sin nya arena. Ligan införde flera nya regler den säsongen, bland annat ett nytt sätt att avgöra matcher som var oavgjorda efter nio inningar. I stället för att spela en eller flera extra inningar skulle matcherna avgöras med en homerun-tävling som liknade en straffsparksläggning i fotboll. Spelschemat utökades till 96 matcher och det sattes ett nytt publikrekord för ligan genom att totalt 839 374 åskådare kom till ligans matcher under säsongen. Det gamla rekordet sattes 1949, då klubbarna spelade 125 matcher.
Pioneer League utökades 2022 till tio klubbar för första gången i ligans historia.

## Klubbar
Pioneer League består av tio klubbar, som är indelade i två divisioner:
| Klubb                     | Stad                    |
| North Division            | North Division          |
| ------------------------- | ----------------------- |
| Billings Mustangs         | Billings, MT            |
| Glacier Range Riders      | Kalispell, MT           |
| Great Falls Voyagers      | Great Falls, MT         |
| Idaho Falls Chukars       | Idaho Falls, ID         |
| Missoula Paddleheads      | Missoula, MT            |
| South Division            |                         |
| Boise Hawks               | Boise (Garden City), ID |
| Grand Junction Jackalopes | Grand Junction, CO      |
| Northern Colorado Owlz    | Windsor, CO             |
| Ogden Raptors             | Ogden, UT               |
| Rocky Mountain Vibes      | Colorado Springs, CO    |

## Spelformat
Grundserien består av 96 matcher och varar från slutet av maj till början av september. Matchserierna består av tre eller sex matcher som oftast spelas tisdagar till söndagar med speluppehåll på måndagar. De flesta klubbarna spelar oftare mot klubbarna i samma division än mot klubbarna i den andra divisionen.
Grundserien är indelad i två halvor och till slutspel går vinnarna av de båda divisionerna i båda halvorna, alltså totalt fyra klubbar. I semifinalerna möts de två klubbarna från samma division i ett bäst-av-tre-format och även finalen spelas i detta format.

## Kända spelare

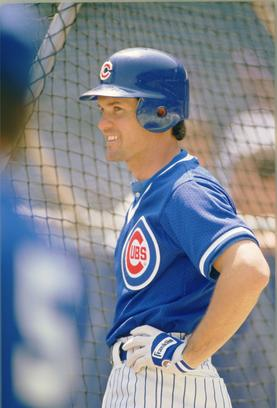
Ryne Sandberg spelade i Pioneer League 1978.

Till och med 2023 har nio före detta spelare och tränare i ligan blivit invalda i National Baseball Hall of Fame:
- George Brett
- Bobby Cox
- Andre Dawson
- Trevor Hoffman
- Jim Kaat
- Tommy Lasorda
- Pedro Martínez
- Frank Robinson
- Ryne Sandberg